# Der gemischte Frauenchor
Der gemischte Frauenchor ist ein deutscher Stummfilm in zwei Akten von Ernst Lubitsch aus dem Jahr 1916. Er zählt zu den verschollenen Filmen des Regisseurs.

## Inhalt
Die Hauptfigur wird zum Dirigenten eines gemischten Frauenchors ernannt. Es zeigt sich jedoch schnell, dass die Sängerinnen nun nicht mehr Gefallen am Singen als vielmehr an ihrem neuen Dirigenten finden. Nur mit Mühe und List gelingt es dem Dirigenten, die Frauen auf Distanz zu halten.
Zu guter Letzt jedoch kann der Dirigent aufatmen, da es seiner großen Liebe Lieschen gelingt, die eifersüchtigen Ehemänner der verliebten Frauen zu alarmieren. Am Ende folgt die Heirat von Lieschen und dem Dirigenten.

## Produktion
Der gemischte Frauenchor wurde in den Ufa-Union-Ateliers Tempelhof bei Berlin gedreht. Die Bauten schuf Kurt Richter. Seine Uraufführung erlebte der Film am 14. Juli 1916 in den Kammerspielen Potsdamer Platz und im U.T. Alexanderplatz in Berlin.